# Édouard Parthon de Von
Pour les autres membres de la famille, voir Famille Parthon de Von.
Le chevalier Édouard Parthon de Von, né le 1er avril 1788 à Nantes et mort le 11 juillet 1877 à Ostende, est un diplomate, écrivain et horticulteur français naturalisé belge.

## Biographie
Fils de François Sulpice Parthon, chevalier, seigneur de Von, officier d'artillerie en 1780, et d'Andrée Thoinnet de La Turmelière, parente de l'homme politique français Charles Thoinnet de La Turmelière.
Il se marie en 1826 à Jeanne Van de Velde, d'une famille d'armateurs de Flandre, et eut trois enfants, Émile (1814), Henri (1819) et Jenny (1822).

### Un diplomate
D'abord attaché à la maison militaire de Louis XVIII et volontaire royal, il est nommé vice-consul puis consul de France en Belgique. Lorsque la révolution de 1830 éclata et ne souhaitant pas prêter allégeance à la nouvelle dynastie de Louis-Philippe, il s'établit en Belgique à Anvers.

### Écrivain & horticulteur

#### Les Fables(1843)

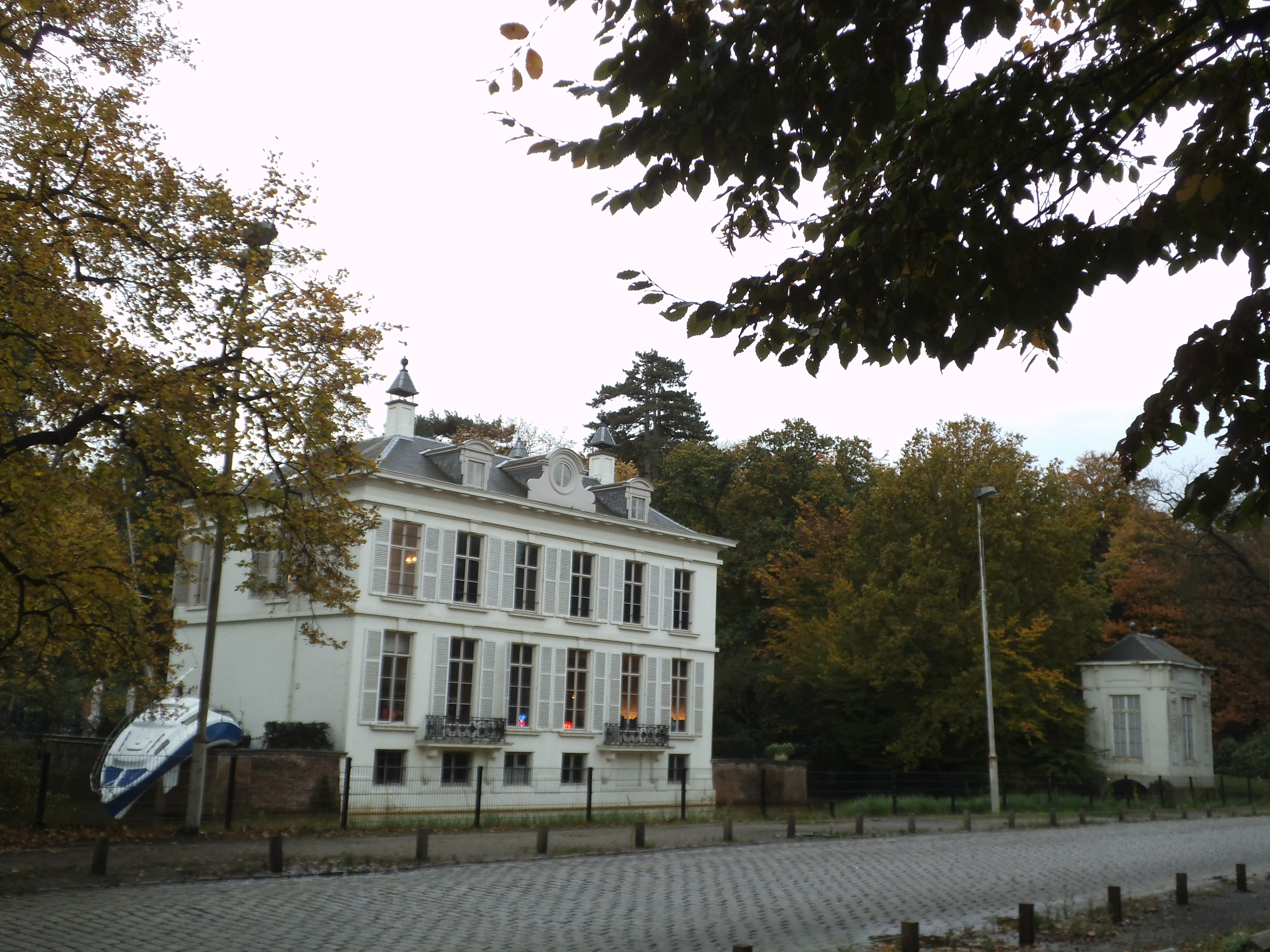
Château de Middelheim, Anvers.

Il s'installa à Middelheim, et y fut l'auteur des Fables, il est édité en 1843 à Bruxelles par la Librairie polytechnique d'Auguste Decq. L'ouvrage comprend 5 livres qui rassemblent près de 200 fables.
Il écrit une généalogie de la famille Moncheur et de ses membres, dont le ministre des Travaux Publics François Moncheur, ainsi que son fils Ludovic, ambassadeur de S.M. le roi des Belges aux États-Unis.

#### Contribution à l'horticulture belge

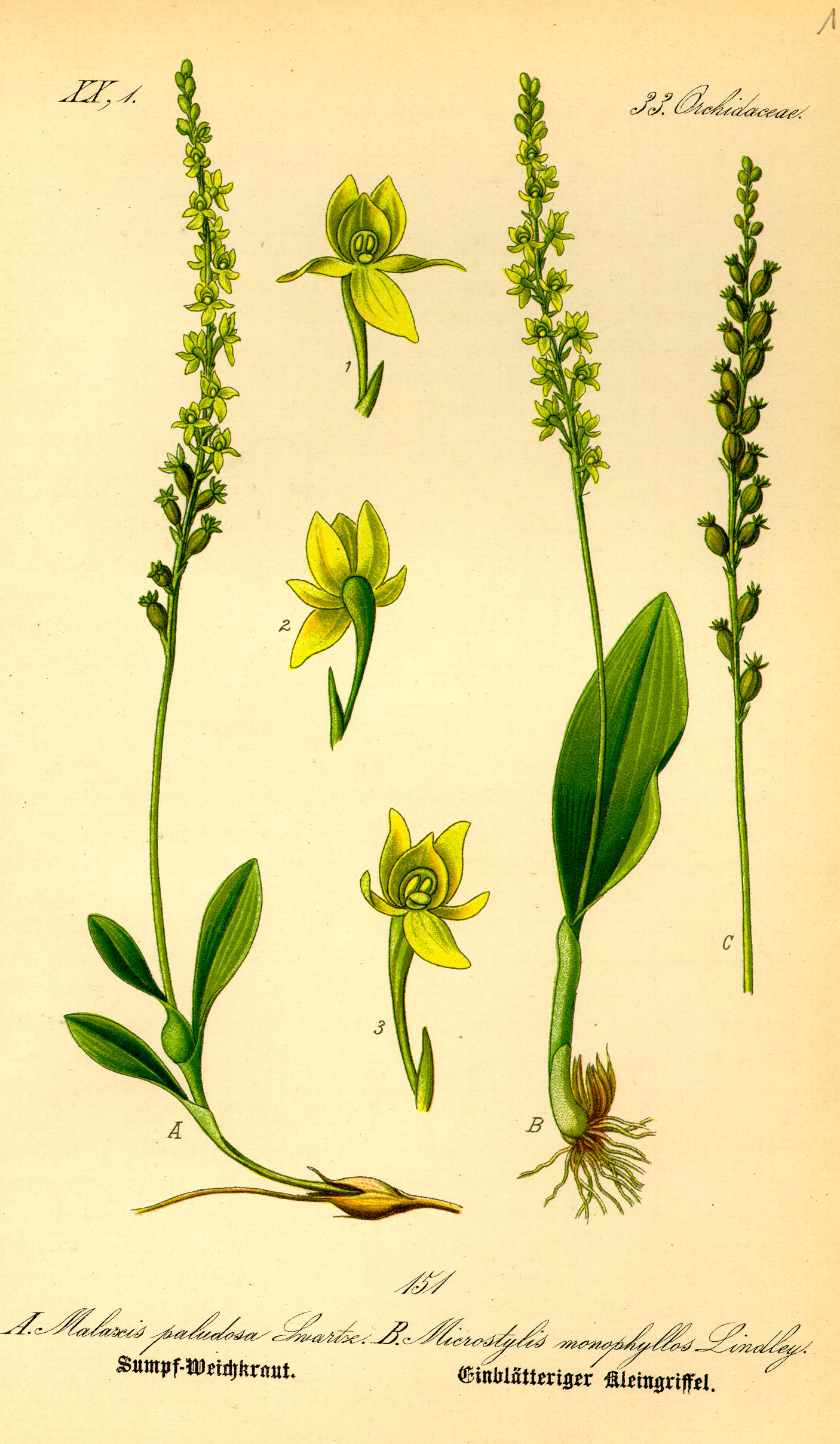
Illustration botanique de l'Orchidaceae Parthoni par le professeur Charles Morren.

Le botaniste belge Charles Morren lui dédie l'Orchidaceae Parthoni, du genre des malaxis.
Membre fondateur de la Société d'horticulture d'Anvers, «...son jardiner rendra efficace sa sollicitude pour le perfectionnement de la culture de la vigne... comme à Thomery»,.
Il encouragea Louis Van Houtte à réaliser son projet de voyage au Brésil pour garnir les serres royales de Laeken.

## Archives
Une partie des documents de la famille sont conservés par l'archiviste d'Ath, actuellement Adrien Dupont. Et ce, à la suite d'un don de son arrière-petit-fils Alphonse 4e chevalier Parthon de Von (1881-1945) à la suite de l'intervention de Léo Verriest.
Une partie plus ancienne est conservée aux archives nationales et aux archives départementales de l'Indre.

## Armorial

### Anoblissement
Il fait l'objet d'une confirmation de noblesse et d'un anoblissement autant que de besoin par lettres patentes de Léopold I en Belgique en 1845. Deux titres de chevalier, transmissibles par ordre de primogéniture, sont concédés à ses deux fils Émile et Henri.

### Blasonnement
| Armoiries | Blasonnement | Devise |
| --------- | --- | --- |
|           | Couronne : de chevalier surmontée d'un heaume d'argent grillé, colleté et liseré d'or. Écu : d'azur à la bande d'argent chargé de trois pommes de pin au naturel posées dans le sens de la bande, les queues en haut. | « Cedant arma togae », « Que les armes cèdent à la toge », ou traditionnellement rendue par l'expression : « L'épée le cède à la toge », premier hémistiche d'un vers de Cicéron pour son propre hommage, en souvenir de son consulat. Cette sentence s'emploie pour signifier la supériorité du pouvoir civil sur le pouvoir militaire, le gouvernement militaire, représenté par les armes, cédant le pas au gouvernement civil, qui arbore la toge. Cette locution est issue du traité politique De officiis paru en 44 av. J.-C. |

## Sépulture
Il est inhumé dans la concession perpétuelle de la famille Parthon de Von au cimetière de Laeken en juillet 1877.

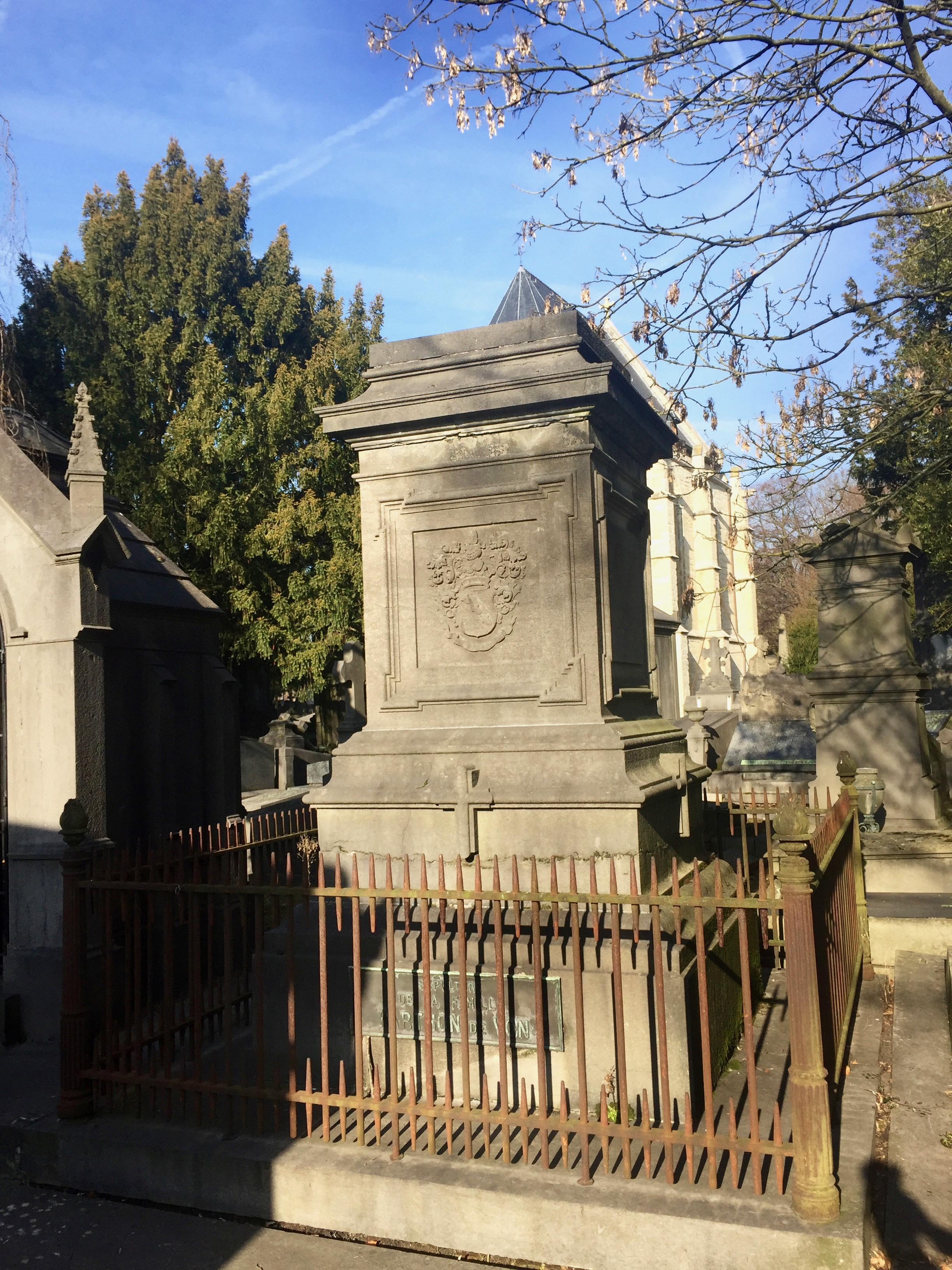
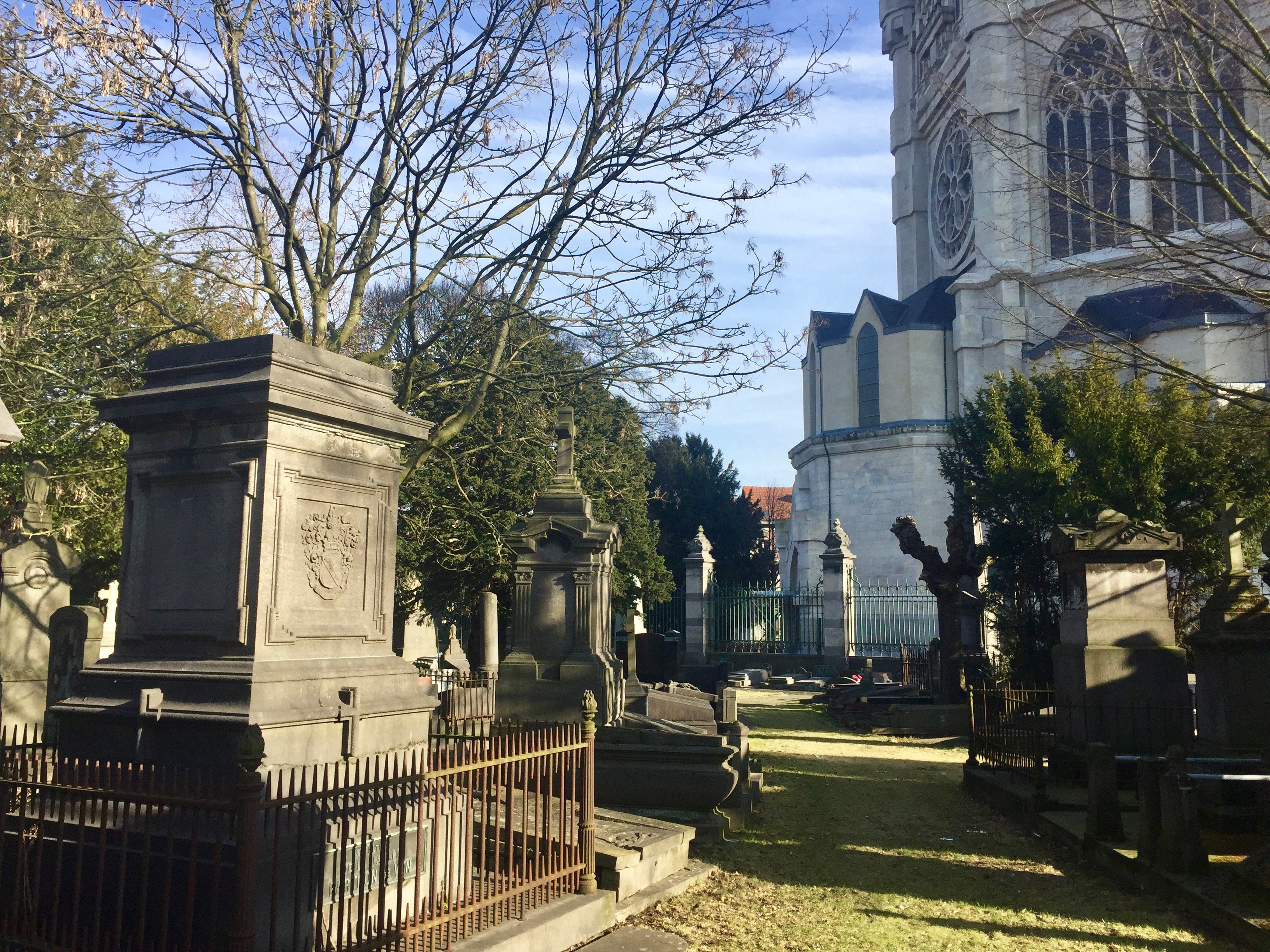

#### Sur l'écriture
- Fables et fabulistes

#### Sur l'horticulture
- Charles Morren
- Orchidée du genre des malaxis parthoni
- Louis Van Houtte

#### Généalogie
- Paul-Armand du Chastel de la Howarderie
- Isidore de Stein d'Altenstein
- Liste des familles contemporaines de la noblesse belge
- Liste chronologique des familles belges

#### Autres
- Château de Middelheim
- Cedant arma togae ou liste des devises de familles belges
- Cimetière de Laeken, Bruxelles